# Церковь Святой Рипсимэ
Церковь Святой Рипсимэ (арм. Սուրբ Հռիփսիմե եկեղեցի) — армянская церковь VII века, расположенная в городе Вагаршапат Армавирской области Армении. С 2000 года входит в список Всемирного наследия ЮНЕСКО.

## История

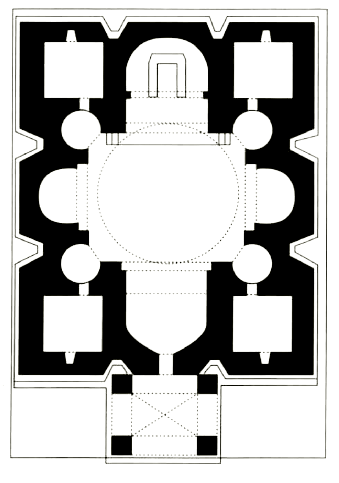
план церкви

Эллинистический храм, похожий на Храм Гарни и посвященный языческой богине, стоял на месте церкви до IV века. При раскопках в 1958 году под опорной колонной был найден фундамент монументального каменного здания с эллинистическим орнаментом.
Согласно легенде, Рипсимэ бежала в Армению с христианскими девственницами, избегая преследований императора Диоклетиана, и проповедовала христианство. Её преследовал царь Армении Трдат III Великий. Она была убита вместе с 34 другими христианками. На месте мученической смерти дев царь Трдат и Григорий Просветитель построили часовню, полупещерную усыпальницу с четырехколонным каменным столбом. Он был разрушен персами в V веке, но Саак Партев построил новый. Церковь была основана на этом месте в 618 году католикосом Комитасом I Ахцеци.
В 1653 году католикос Филипп отремонтировал церковь и построил открытый вестибюль перед западным входом. Позже она была обнесена кирпичной стеной и пирамидами (1776 г.), на притворе построена колокольня (1880 г.), построены восточная и южная тесненные каменные стены, дом, подсобные постройки двора (1894 г.). Значительный ремонт произведен в 1898 году.
Колокольня была отремонтирована в 1987 году.

## Галерея

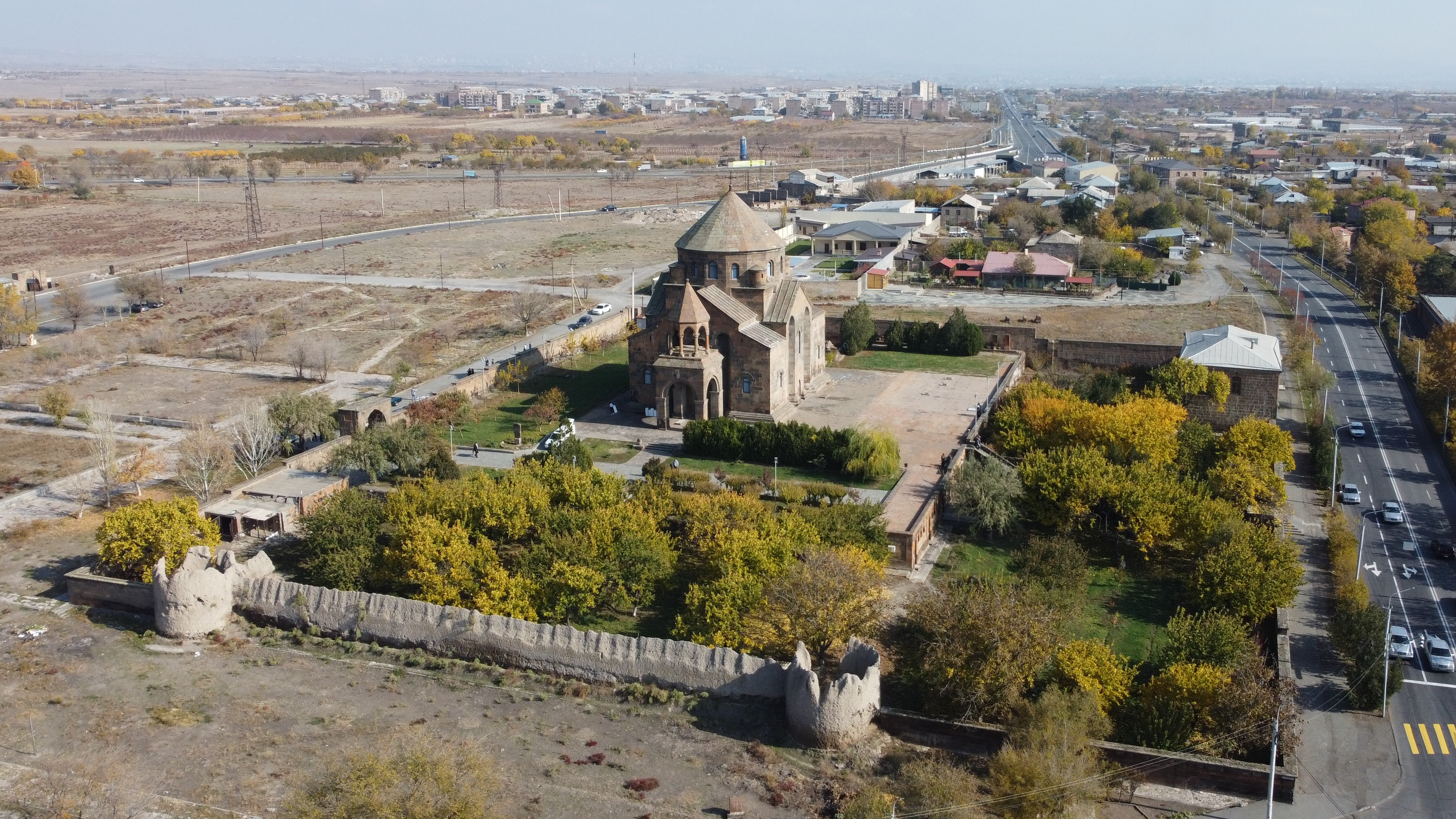
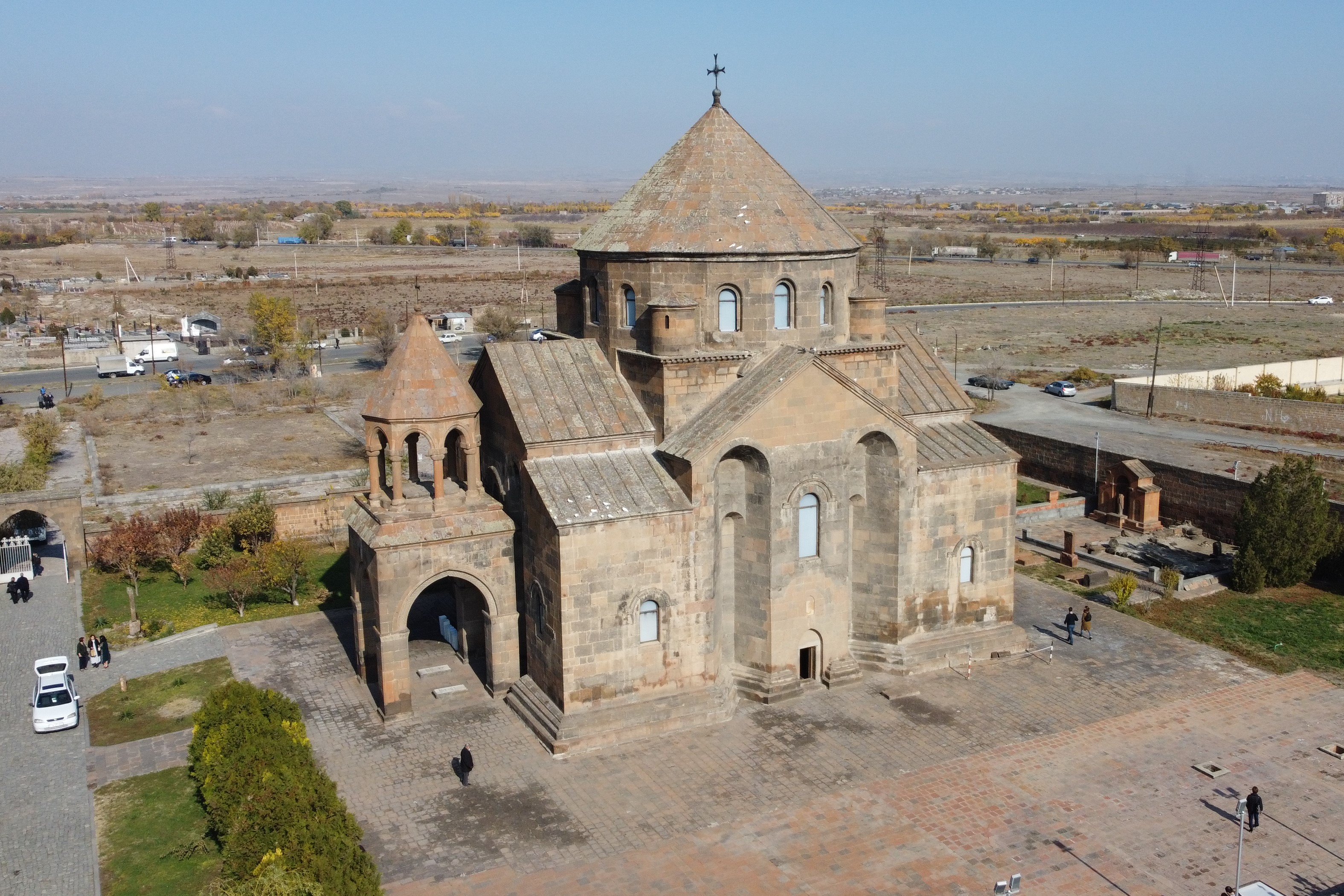
Вид на церковь с юго-востока
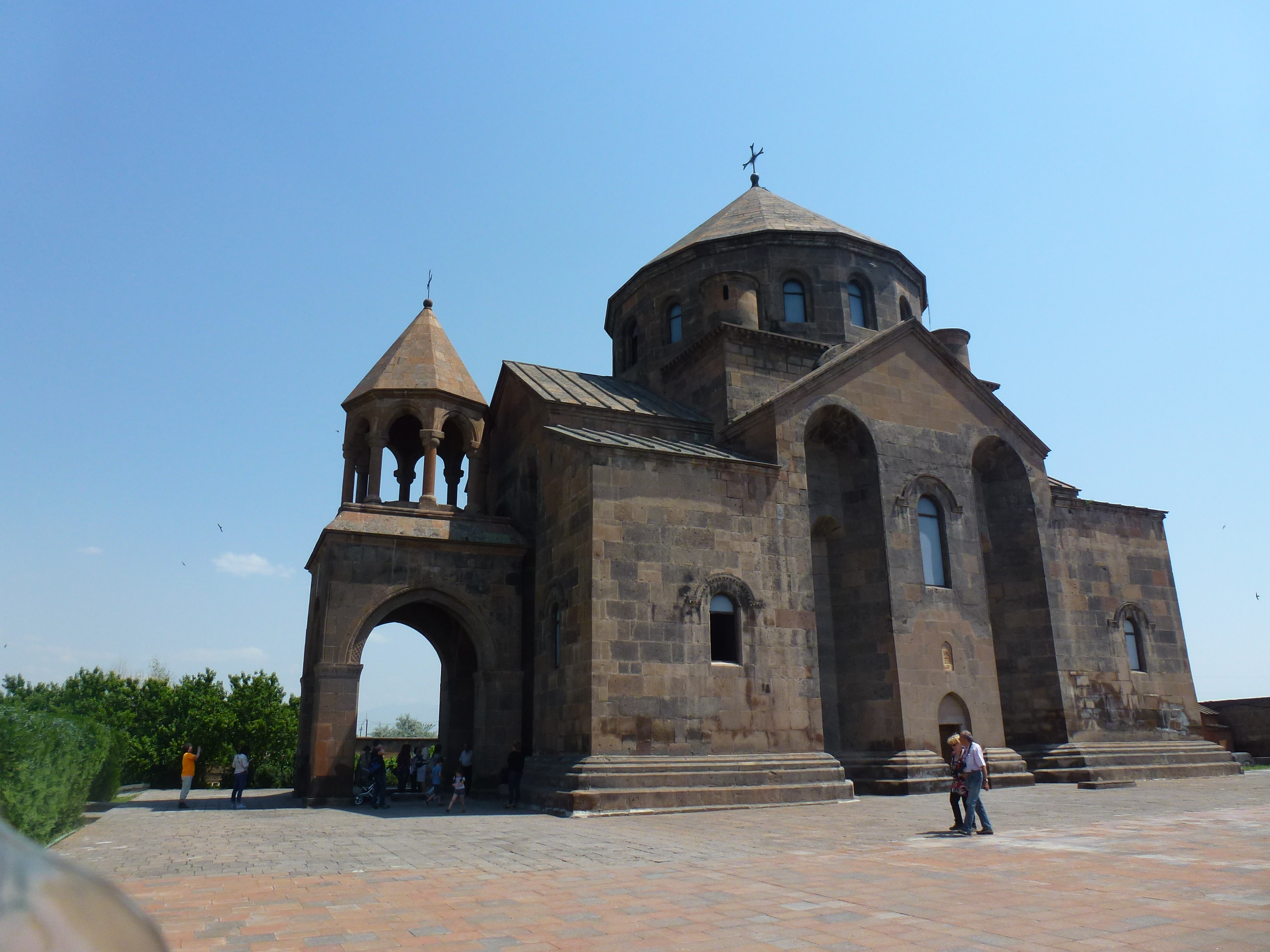
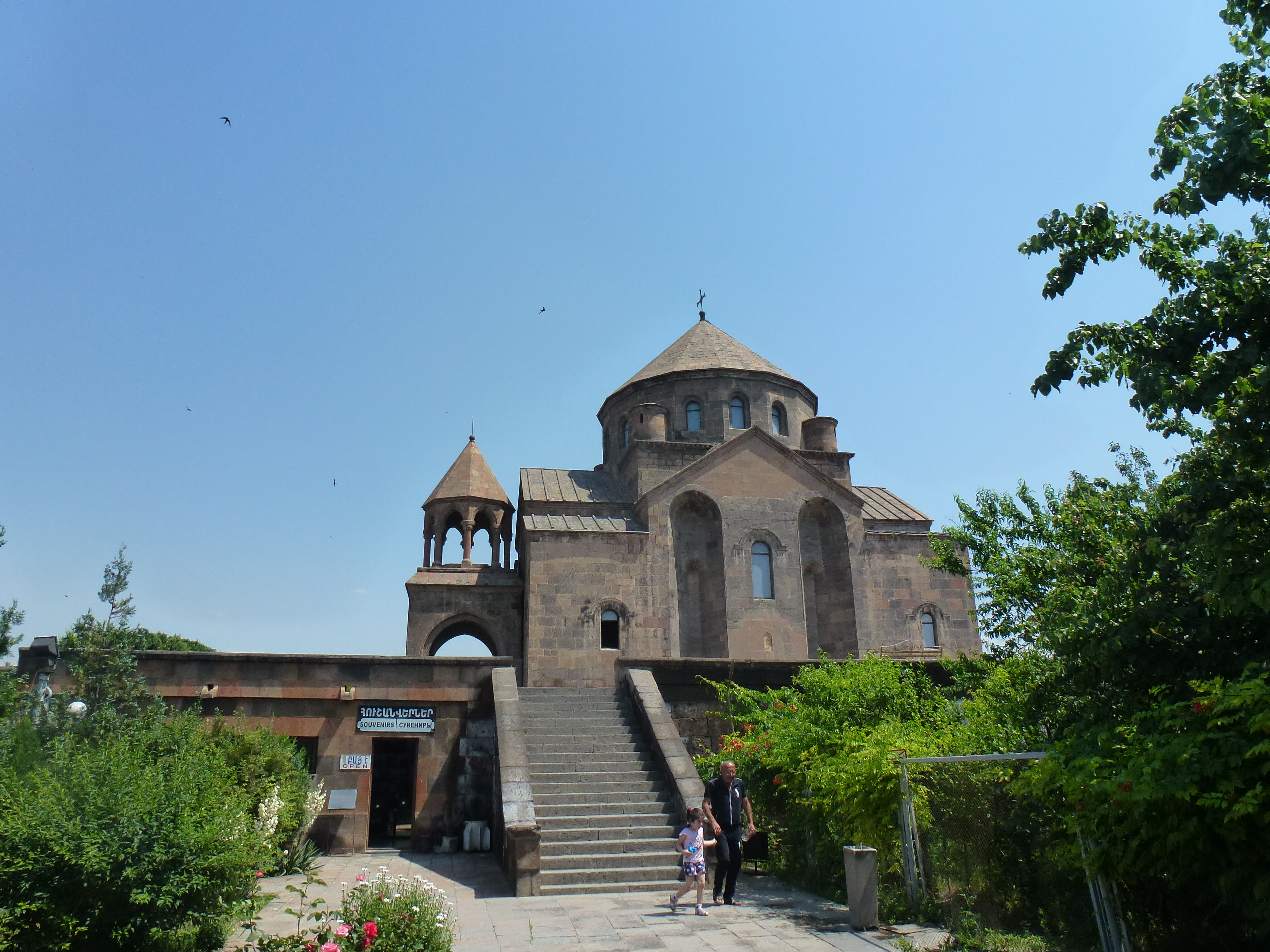
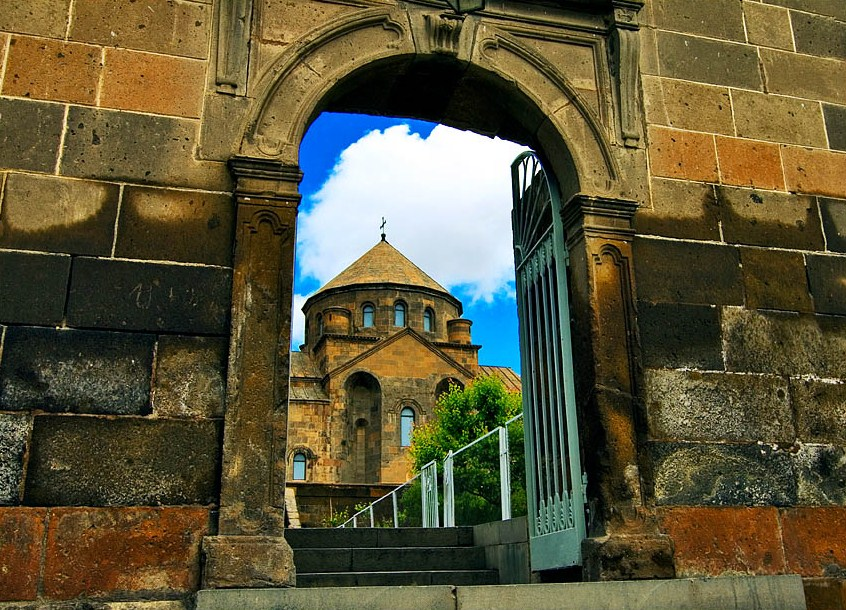
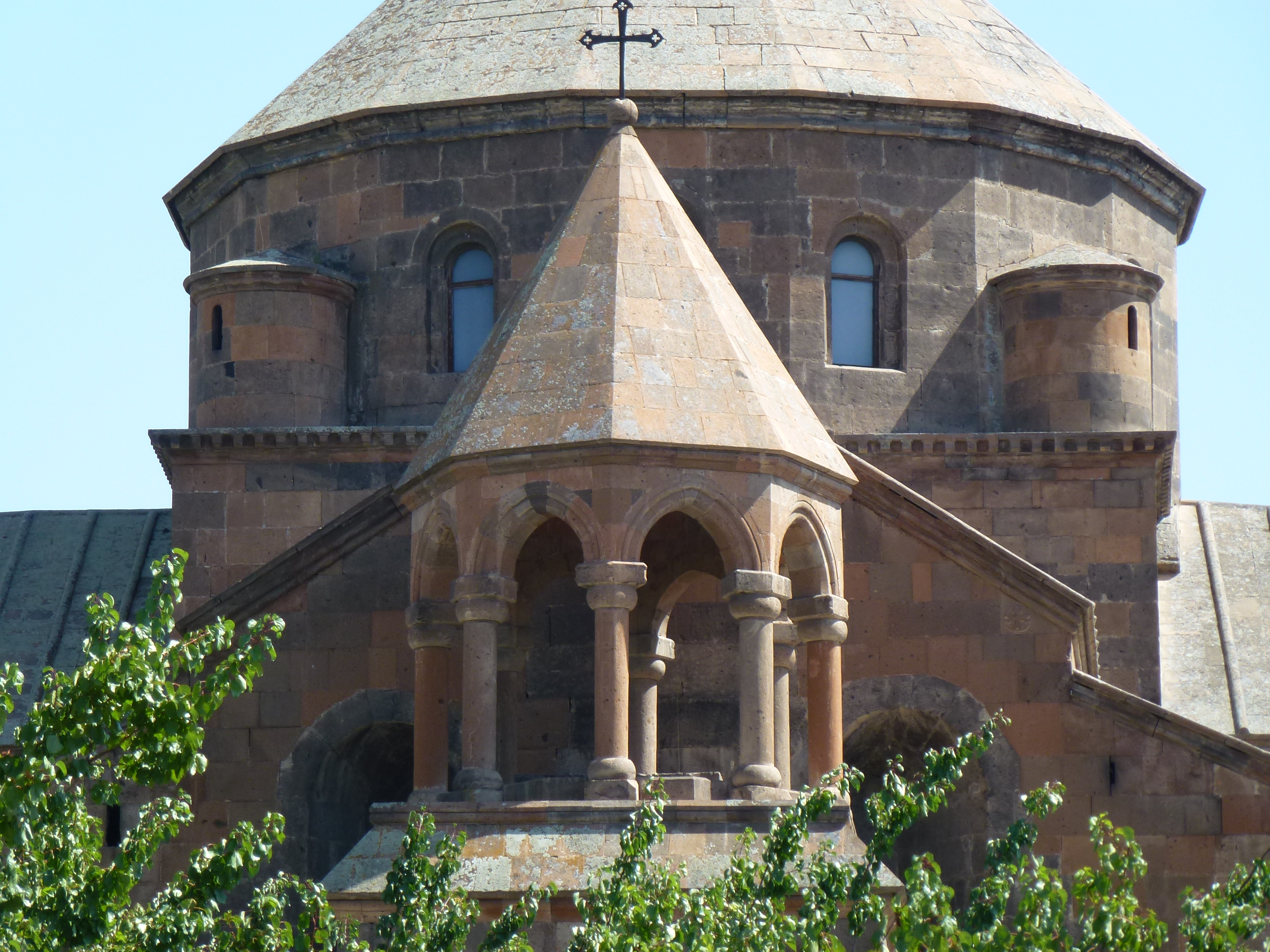
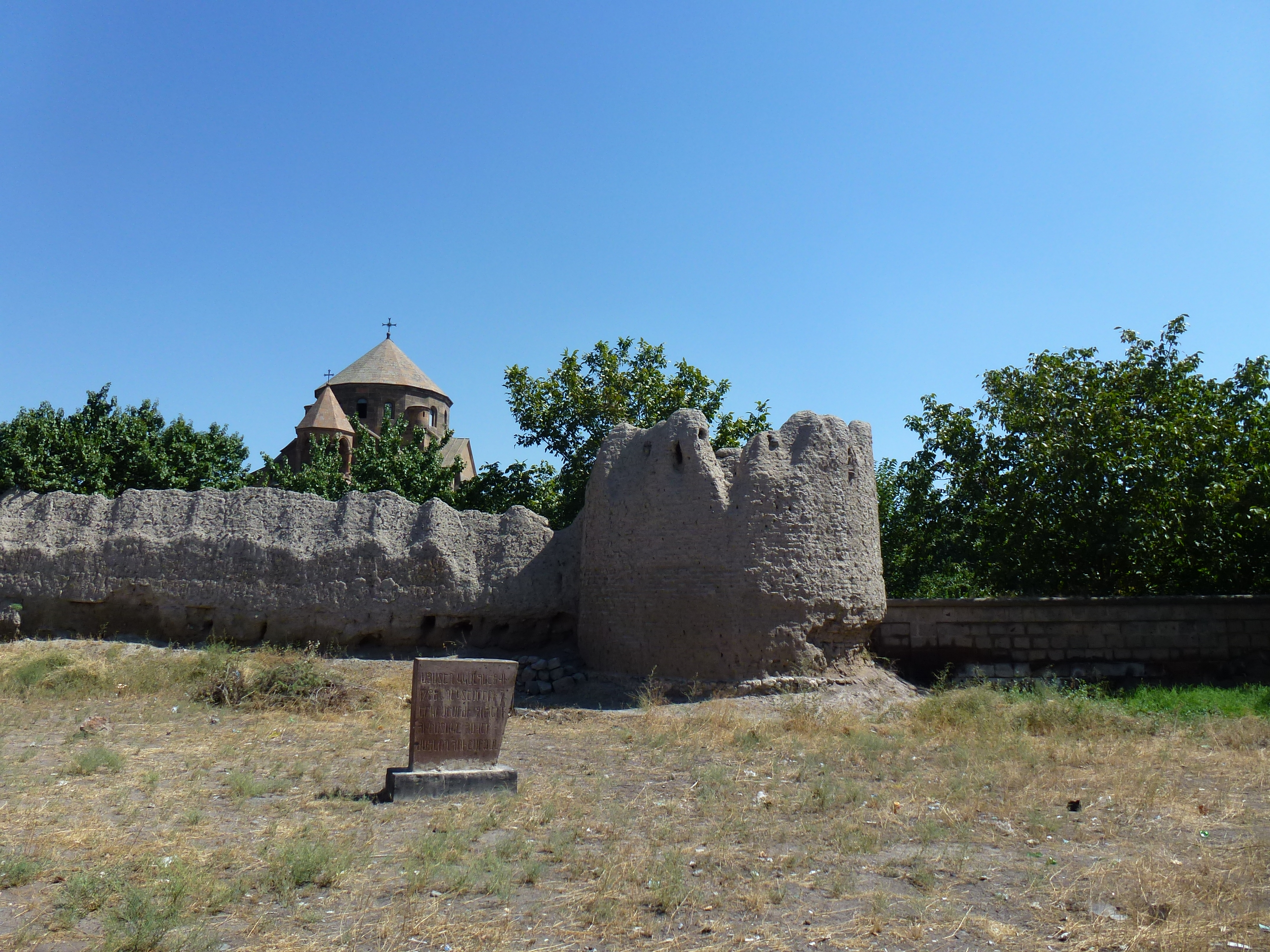
Крепость около церкви (1776 год)
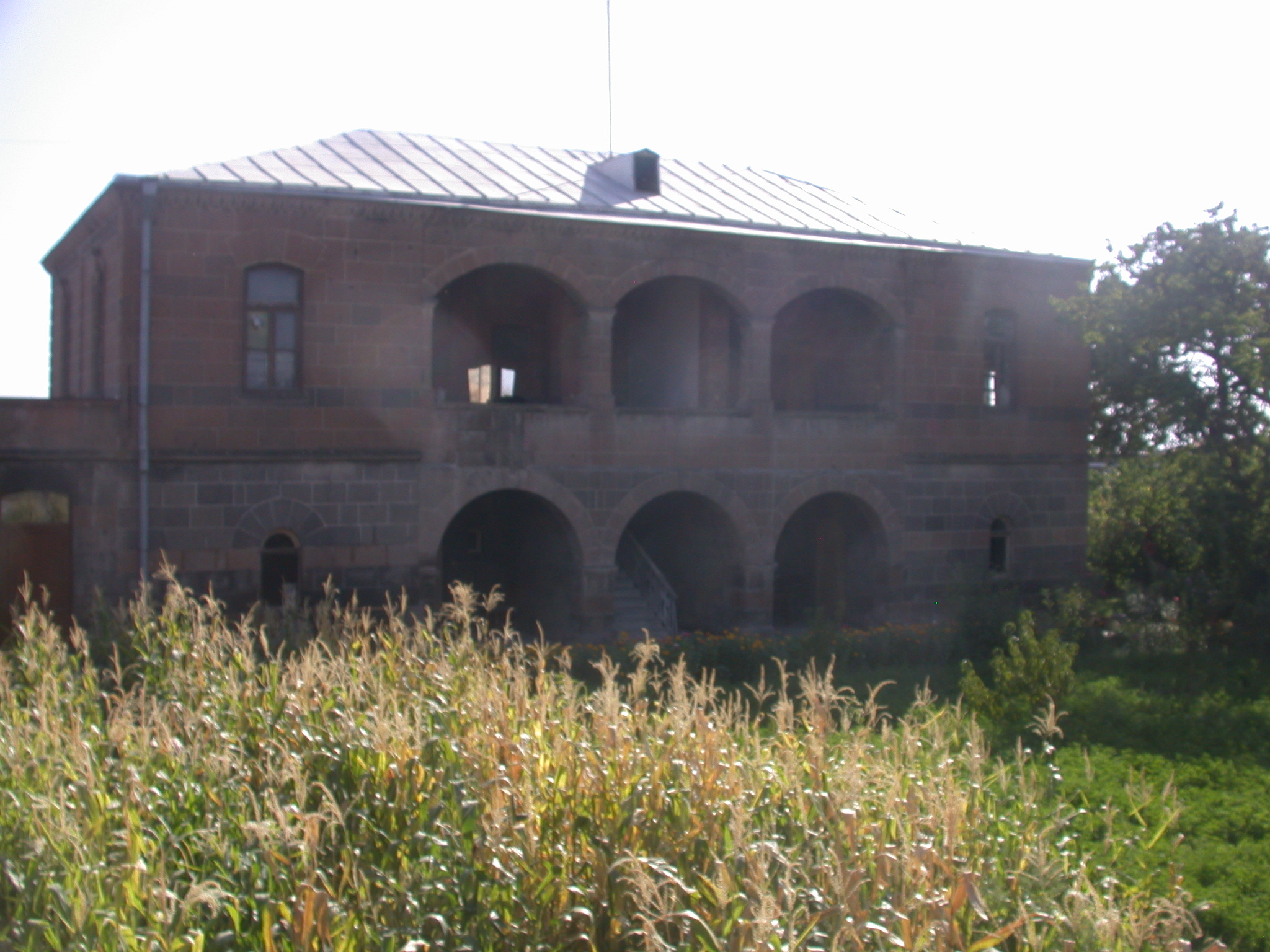
Дом настоятеля возле церкви
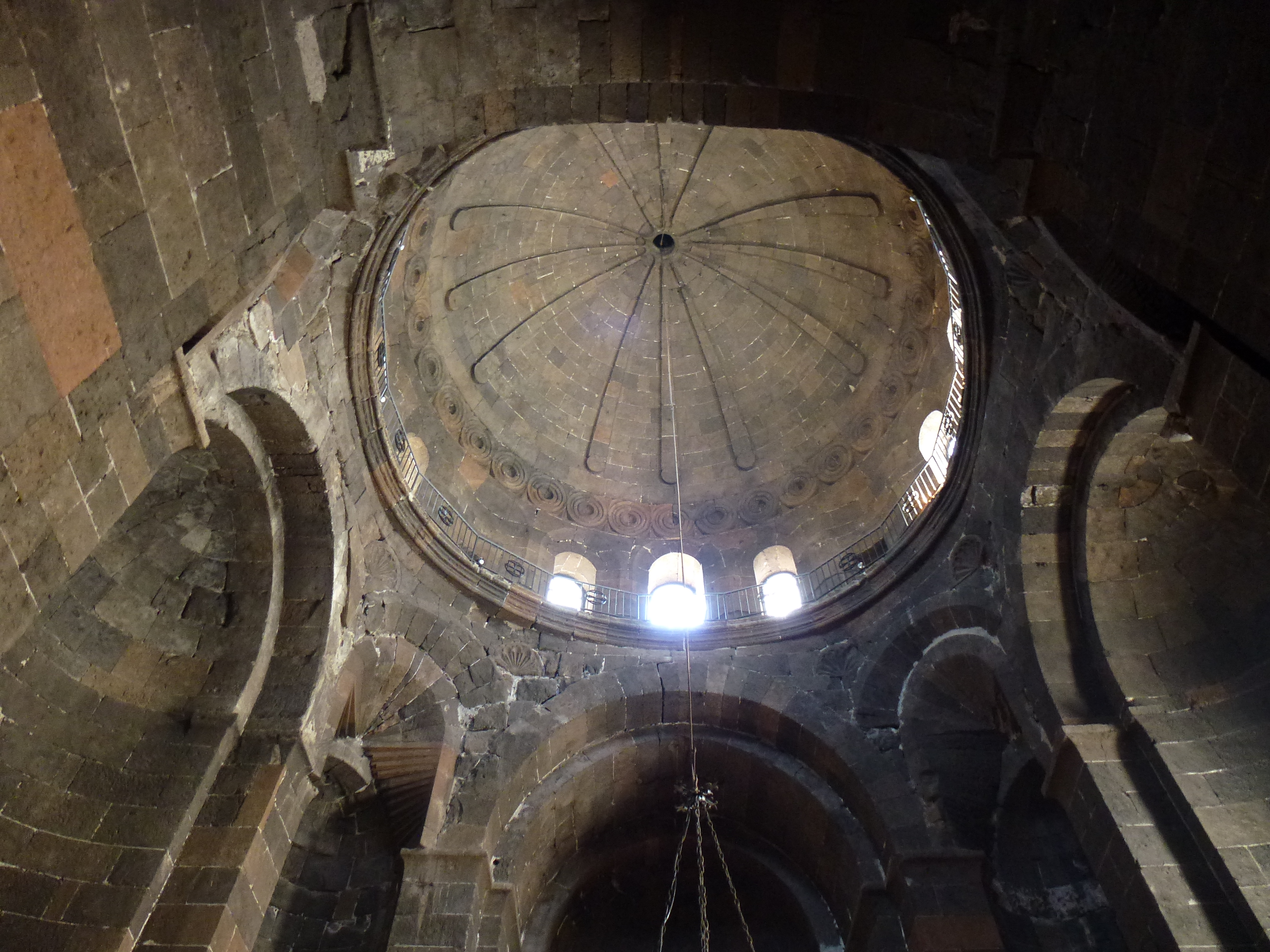
Внутренняя часть церковного купола
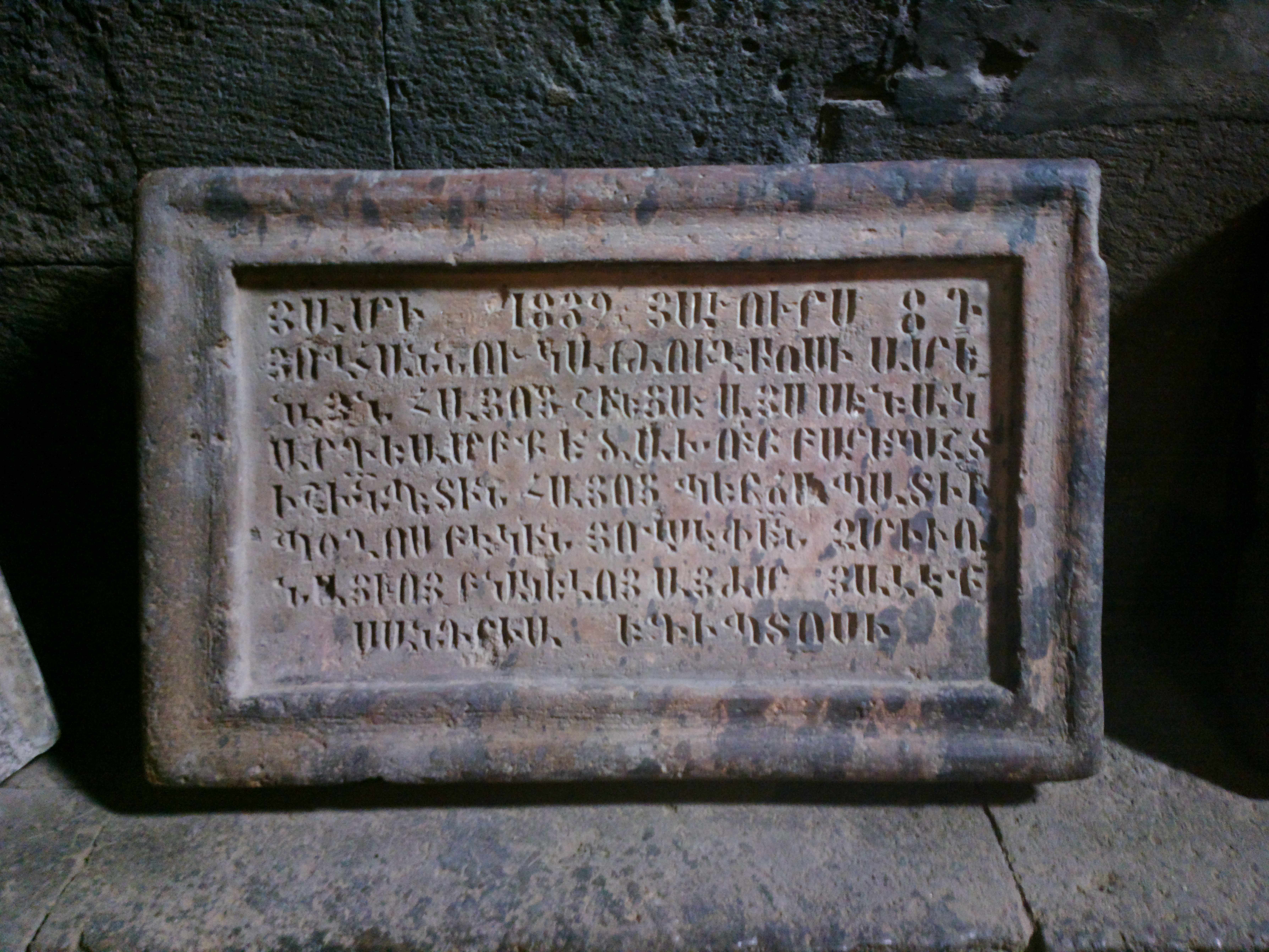
Каменная надпись внутри церкви
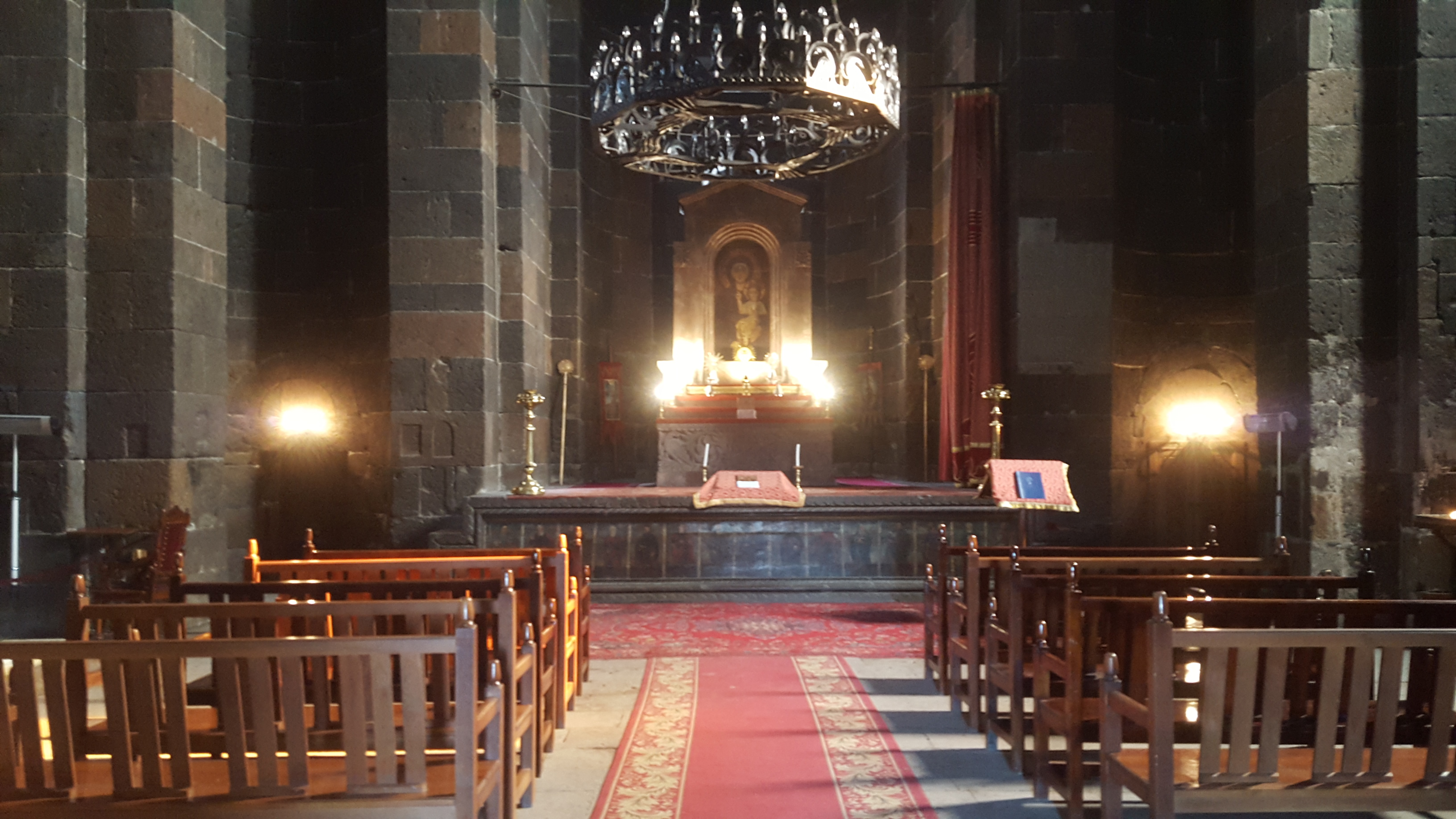
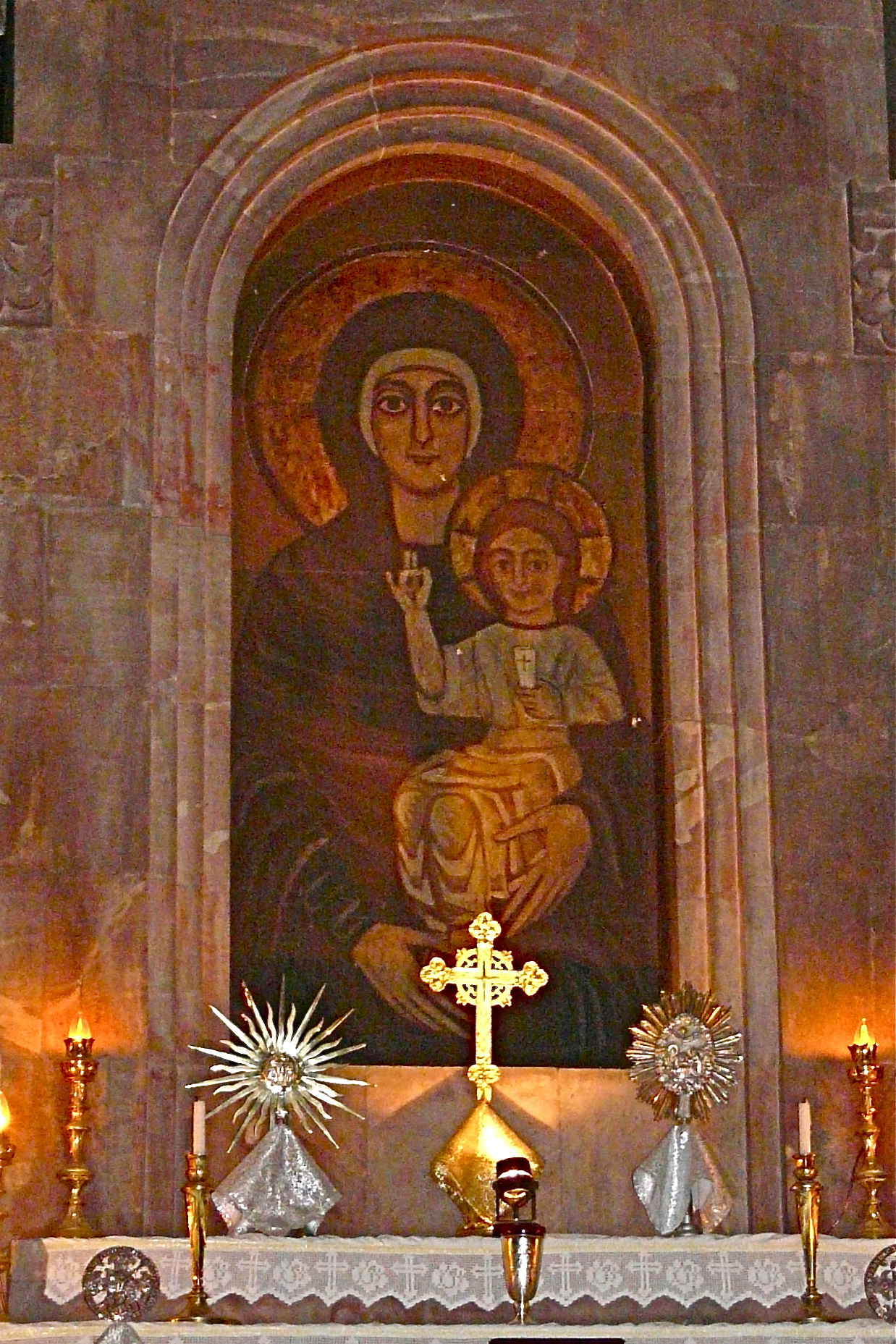
Алтарь церкви
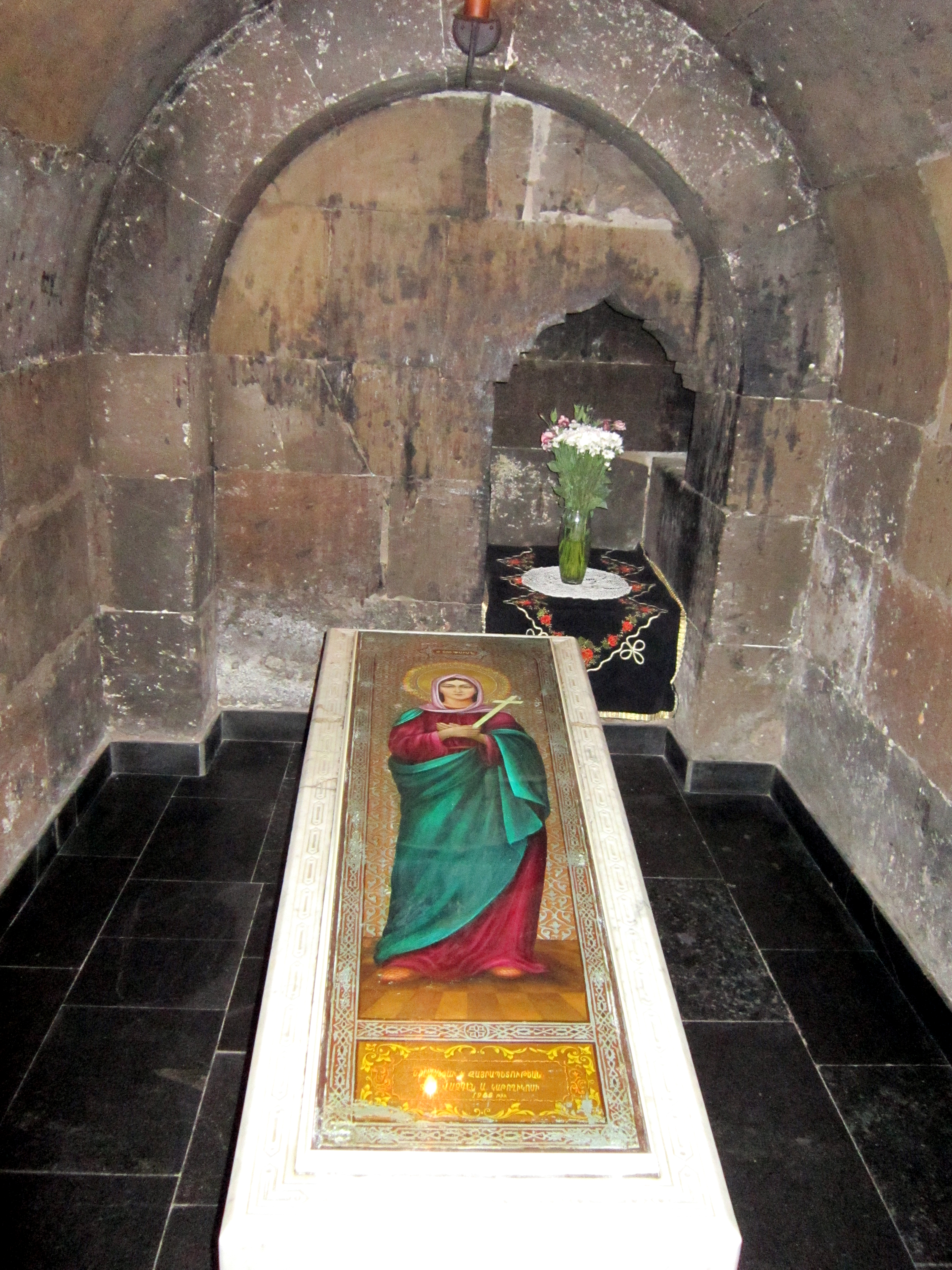
Могила Святой Рипсимэ
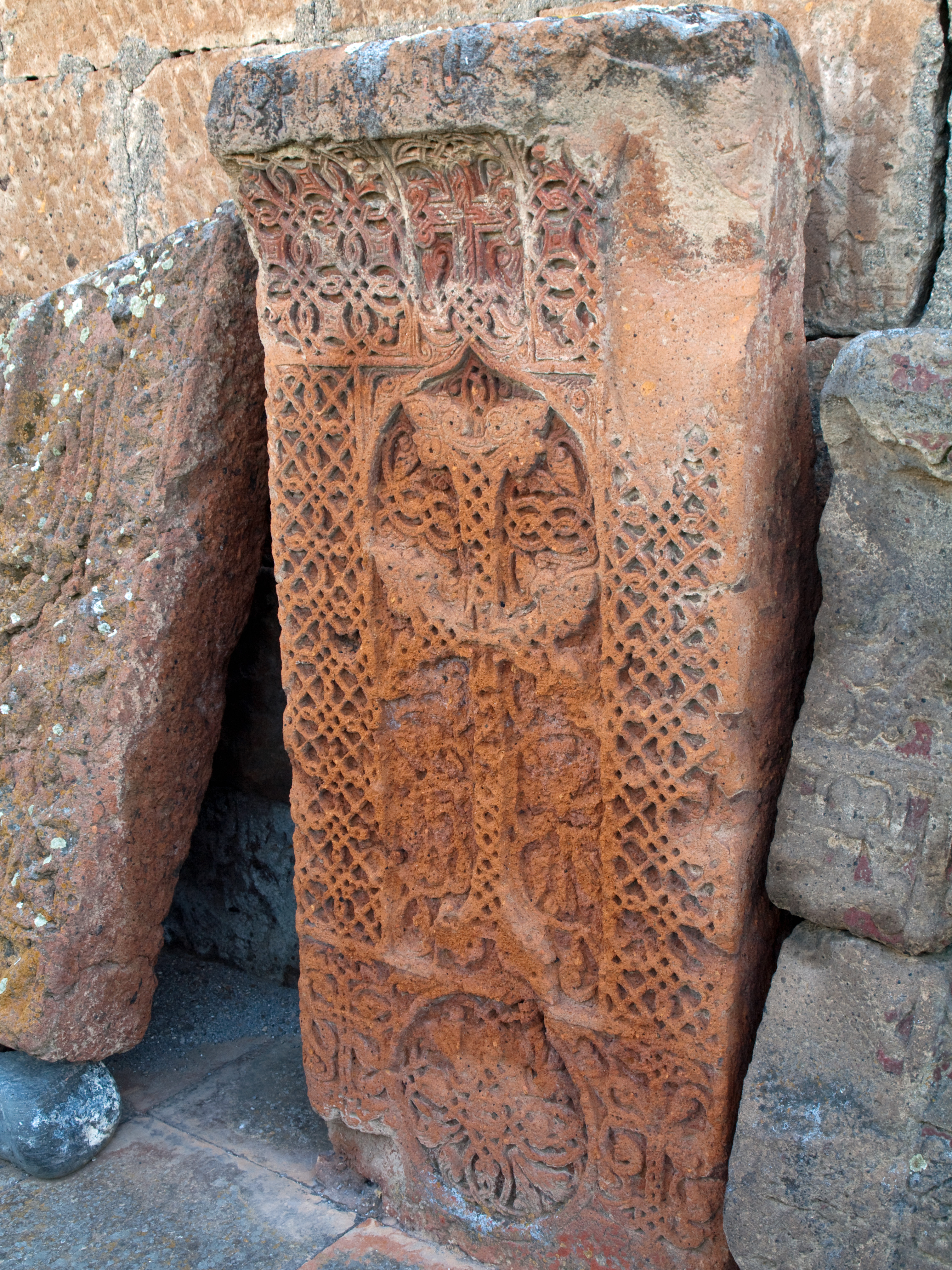
Хачкар

Художественные и исторические изображения

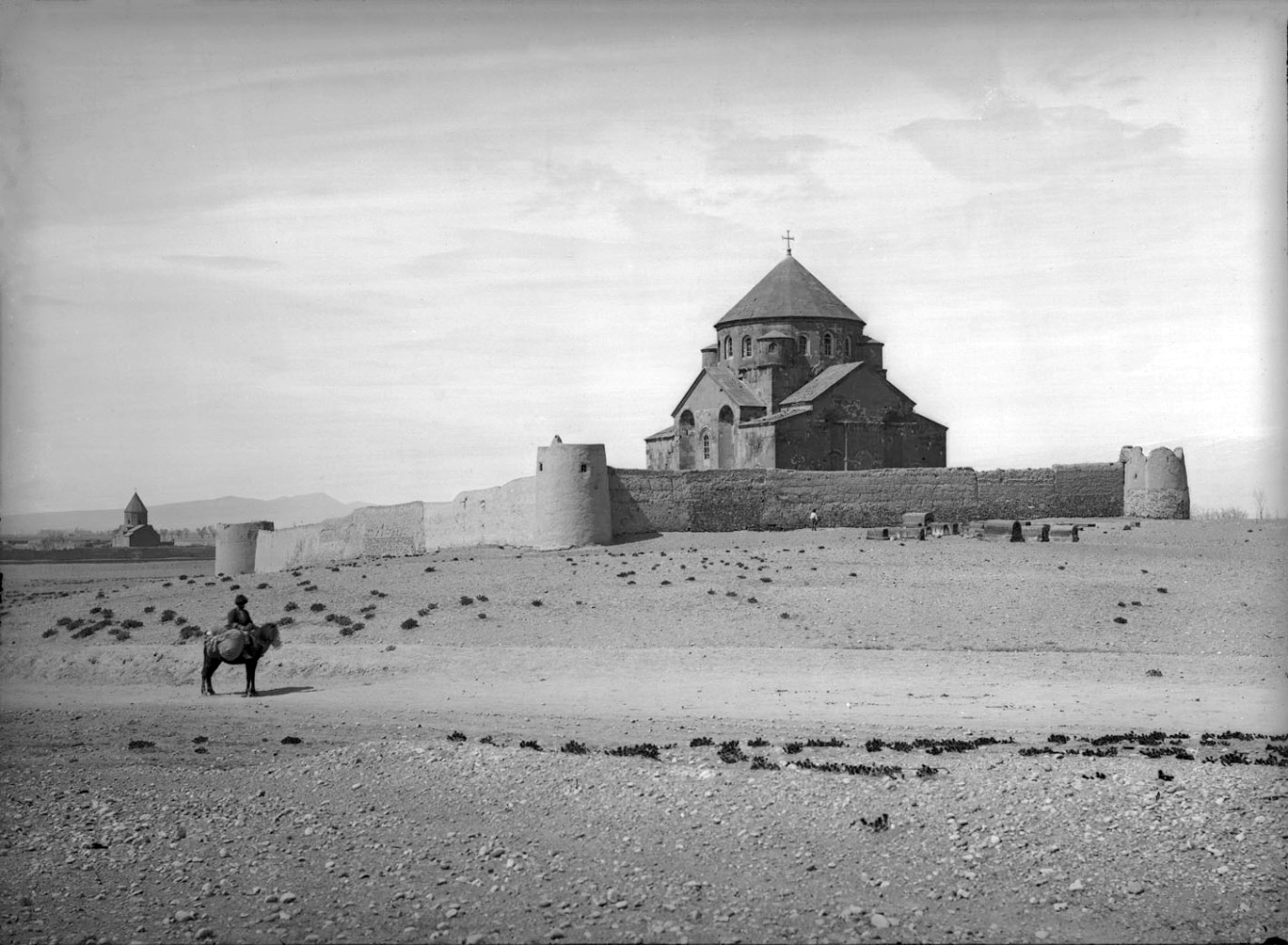
1878
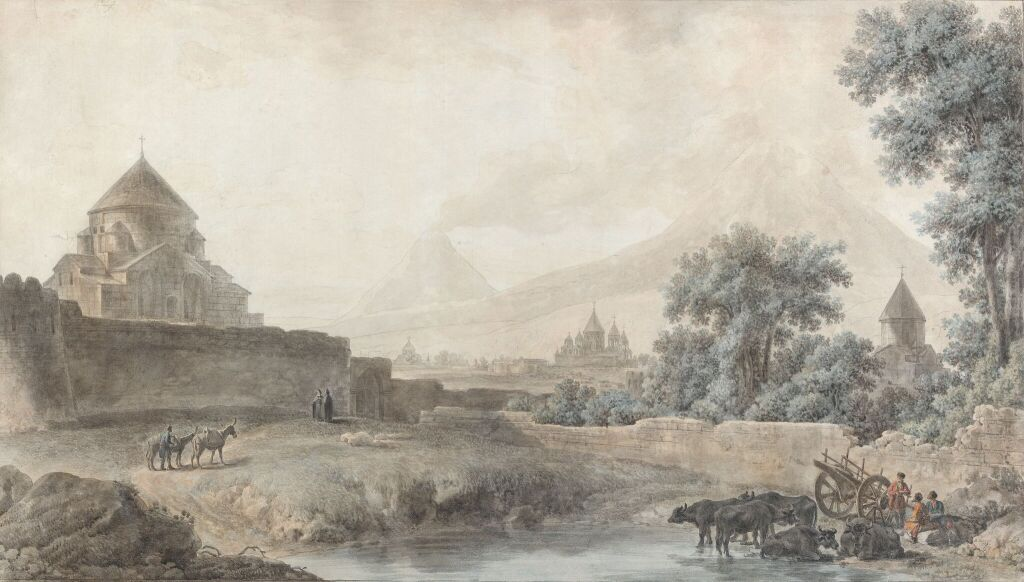
Вид Эчмиадзина, Михаил Иванов, 1783. Церковь Св. Рипсиме можно увидеть слева
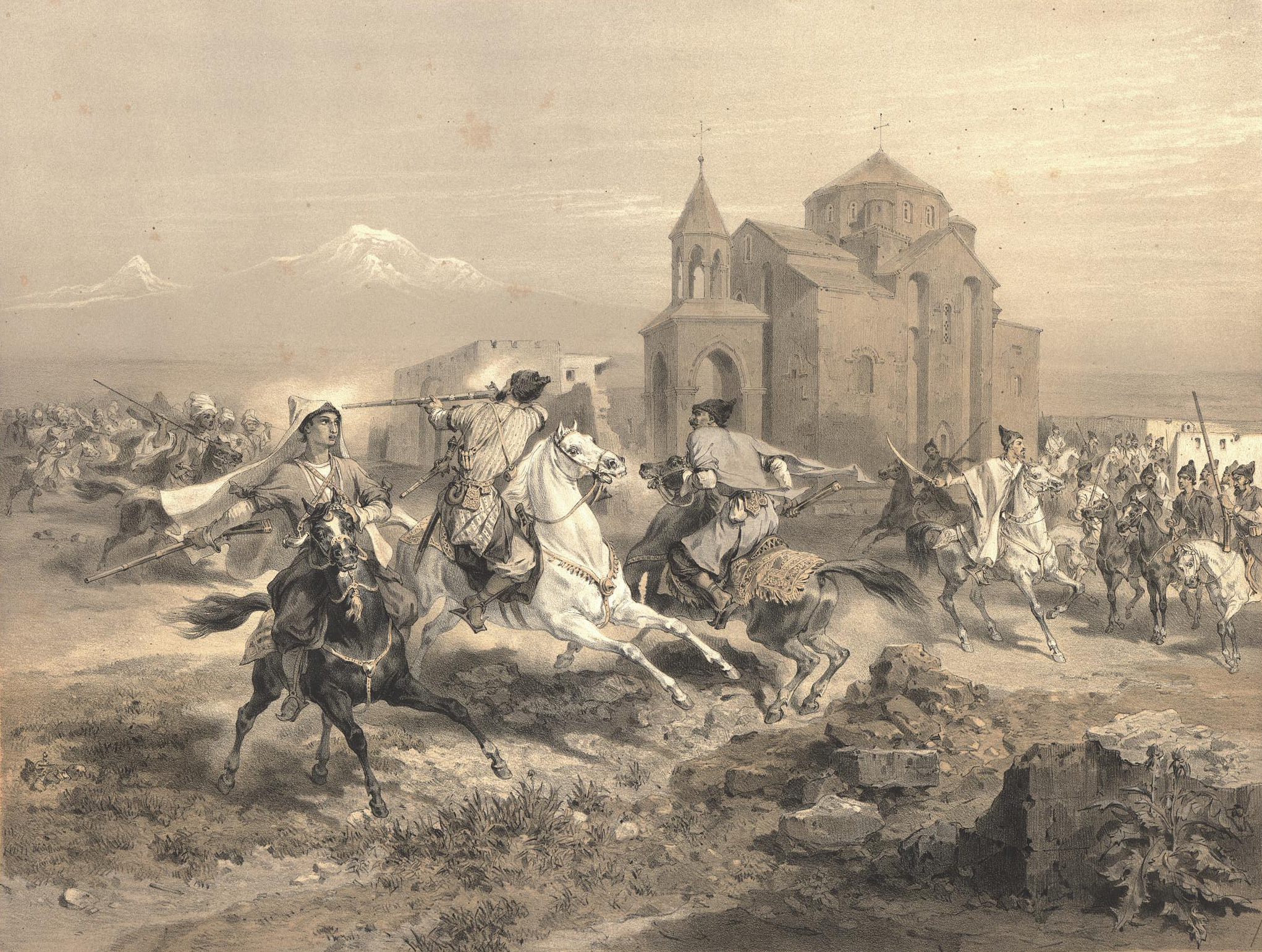
Курды и персы атакуют Вагаршапат, Григорий Гагарин, 1847
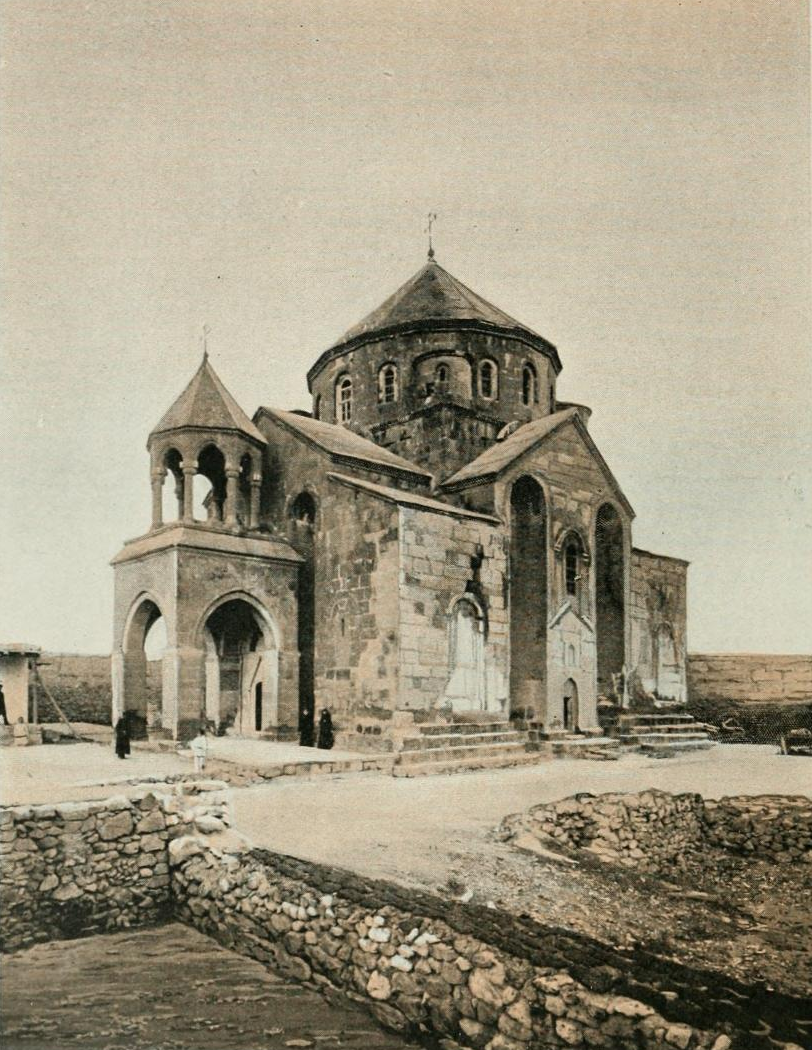
Из книги Генри Линча (1901) об Армении
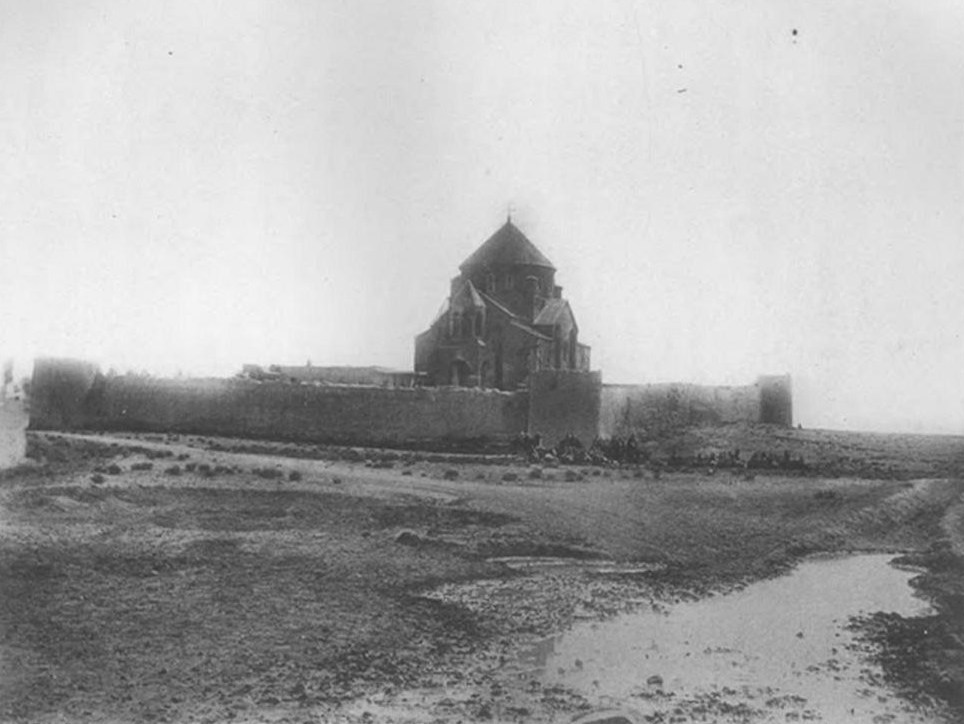
Из российской книги (1901)
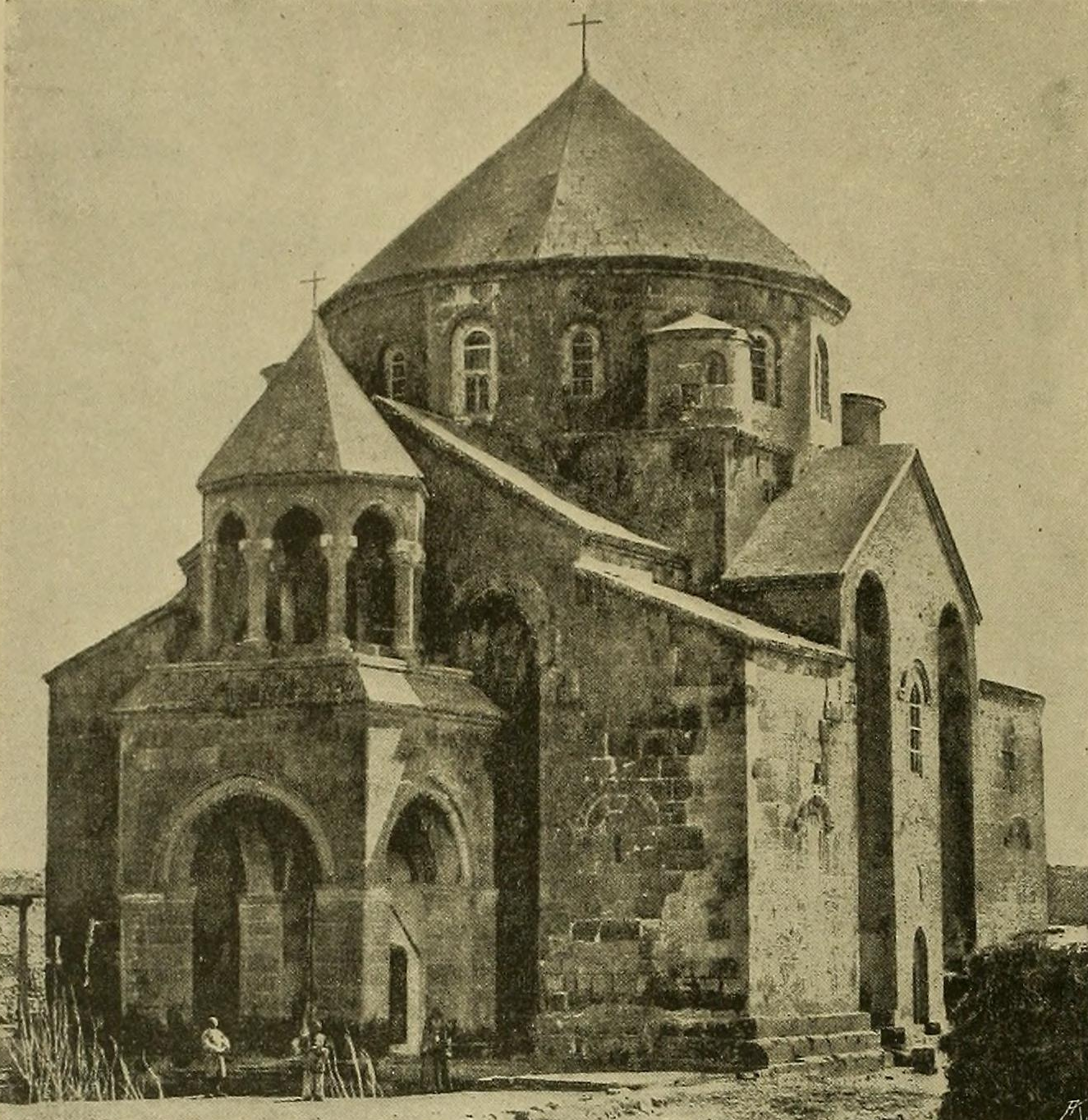
Фотография 1911 года, воспроизведённая в книге Strzygowski (1918)
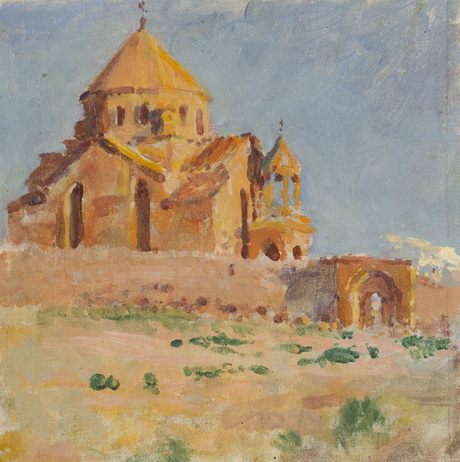
Тадевосян, Егише Мартиросович, 1913
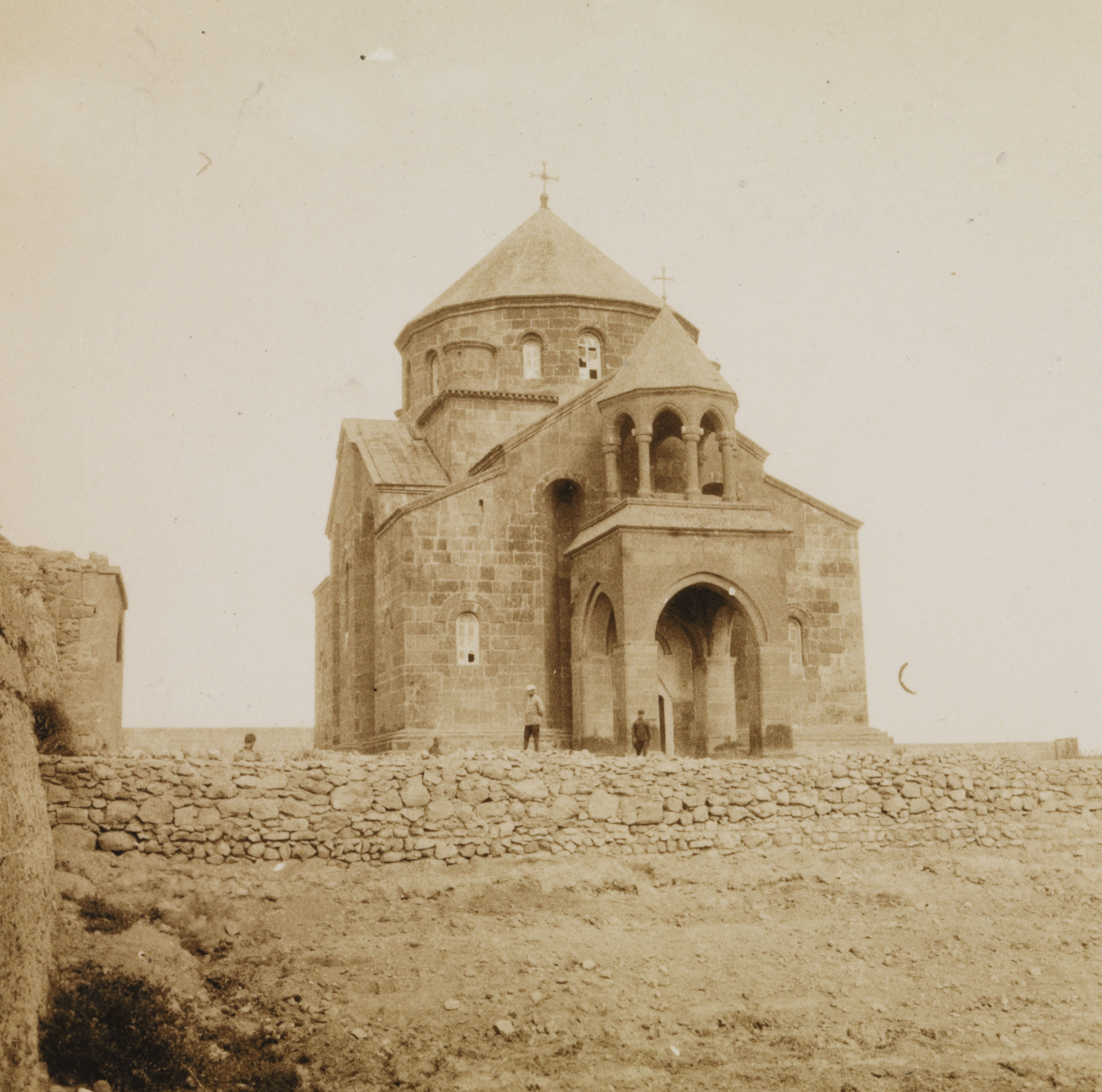
Нансен, Фритьоф, 1925
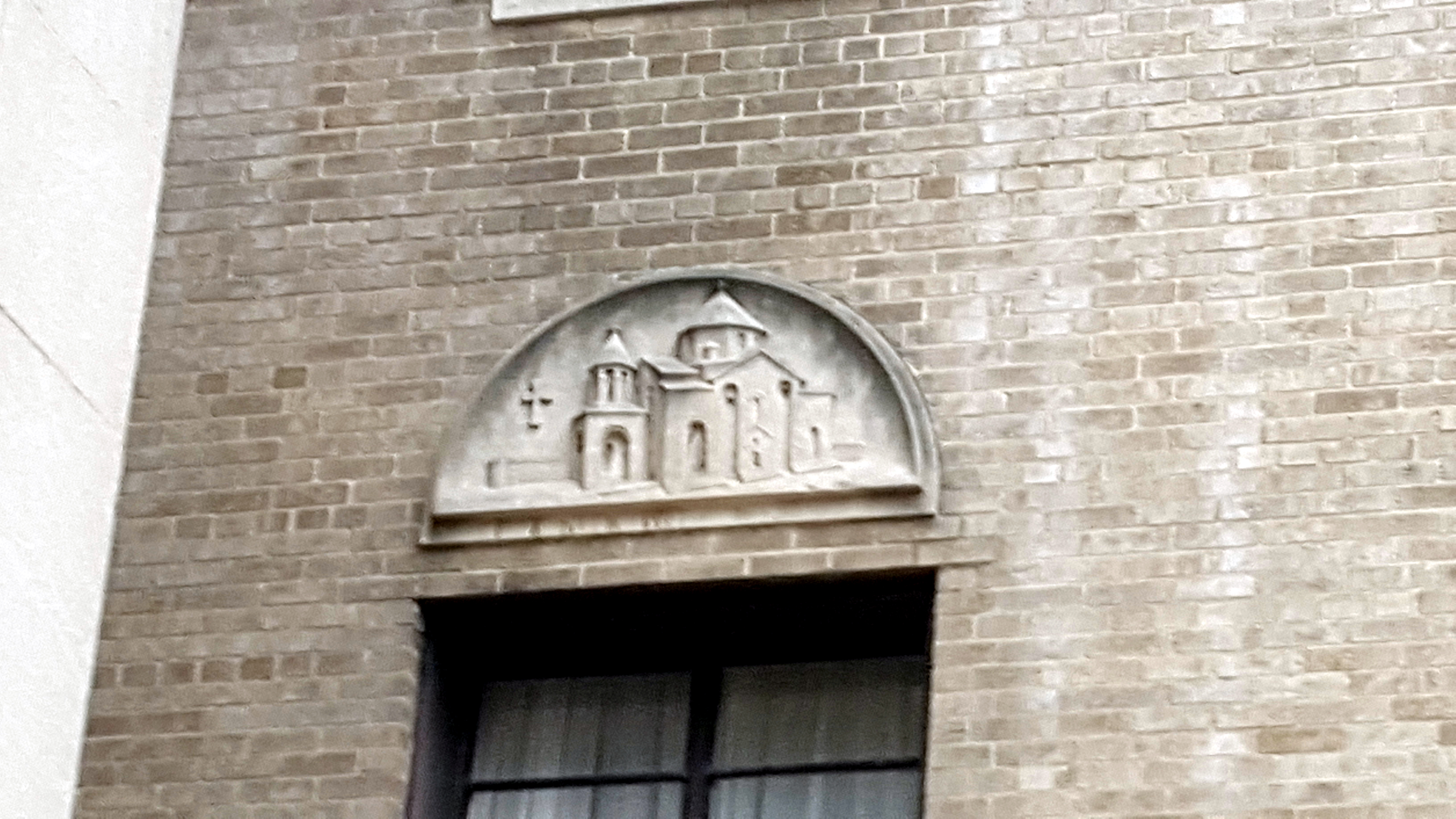
Рельеф Церкви Св. Рипсиме на Соборе Святого Вардана на Манхэттене, Нью-Йорк
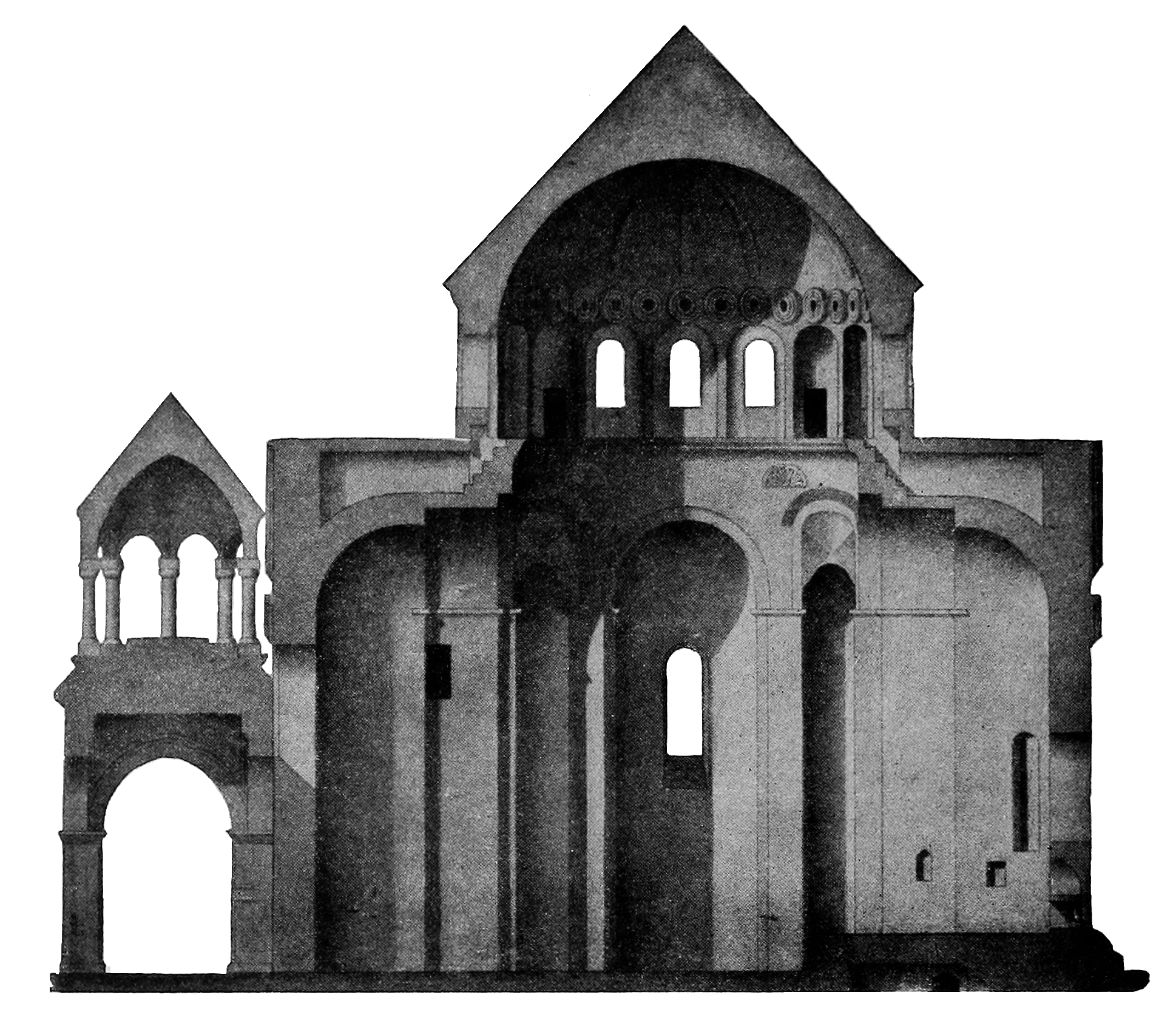
Поперечный разрез церкви Тороса Тораманяна
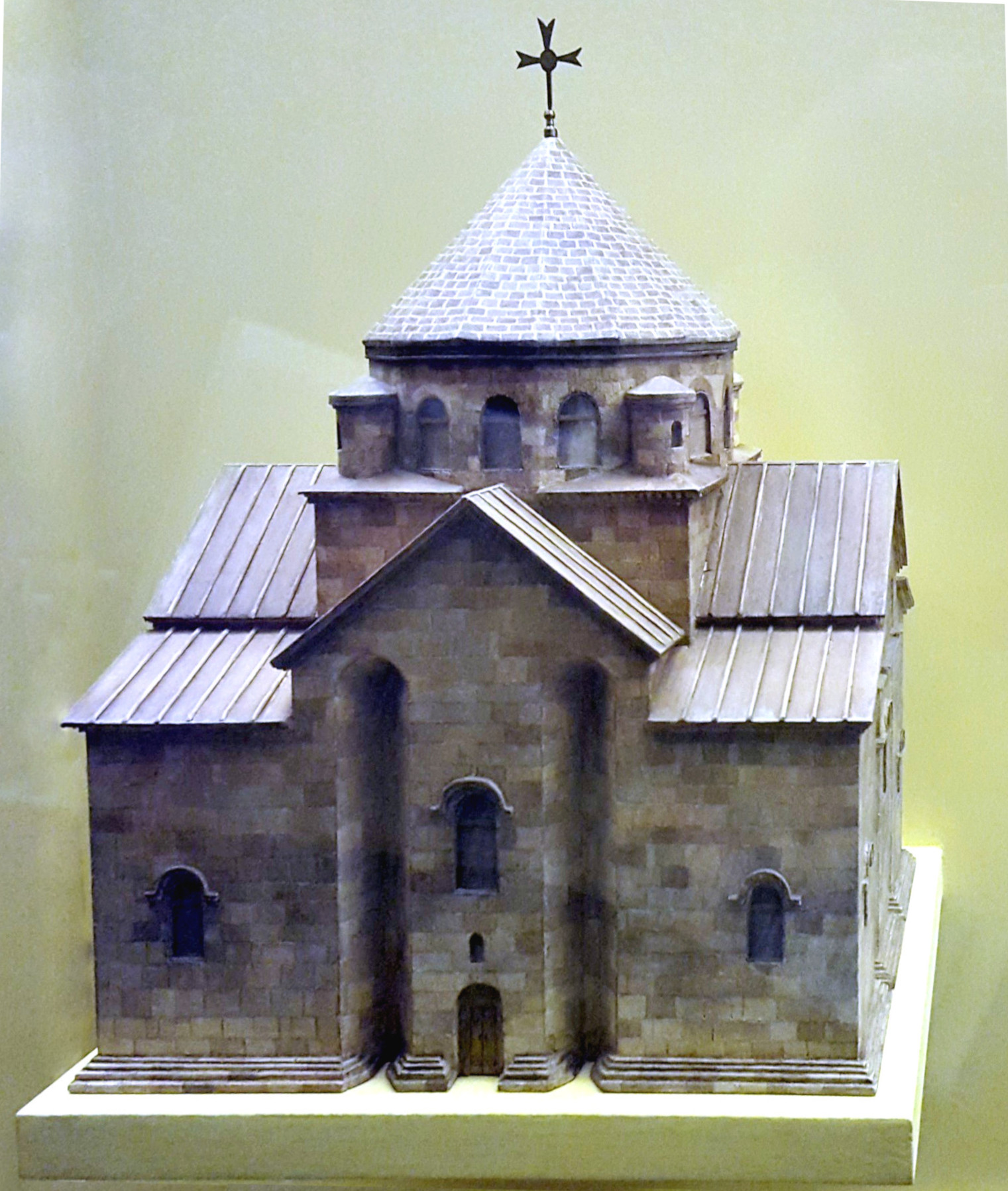
Модель церкви, показанная в Американском музее естественной истории в Нью-Йорке
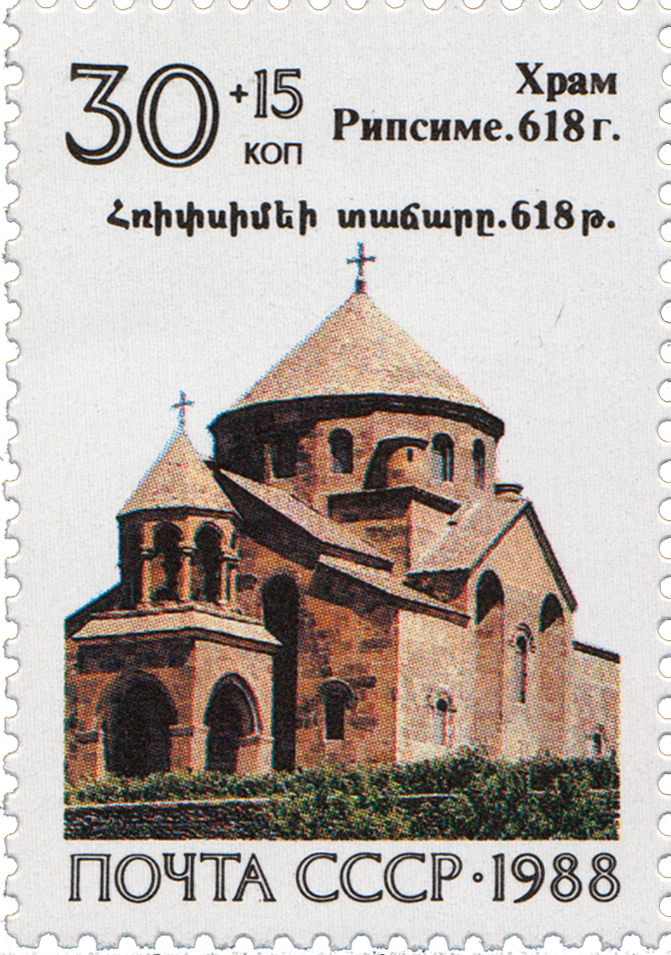
Советская марка 1988 г. с изображением церкви
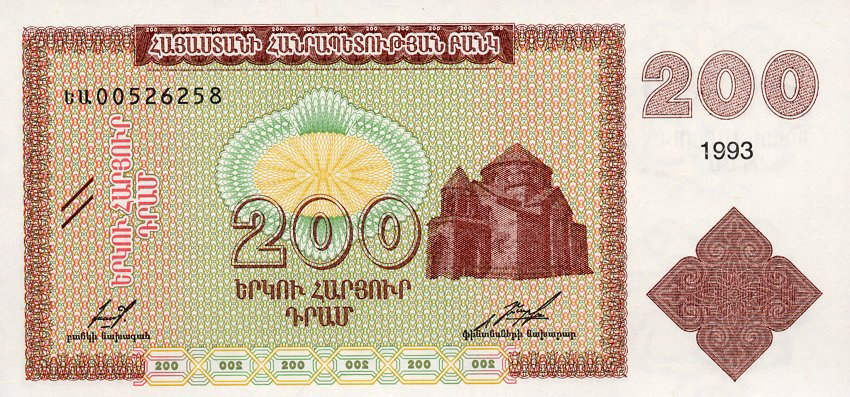
Церковь, изображенная на банкноте 200 армянских драмов (использовалась с 1993 по 2004 год)